# Cold Springs (okrug Tuolumne, Kalifornija)
Cold Springs je naseljeno područje za statističke svrhe u američkoj saveznoj državi Kalifornija. Prema popisu stanovništva iz 2010. u njemu je živjelo 181 stanovnika.